# 西院村
西院村（さいいんむら）は、京都府葛野郡に属していた村。町村制施行当時は、現在の京都市右京区および中京区にまたがる村域を有していた。

## 地理
- 河川： 西高瀬川

## 歴史
- 1889年（明治22年）4月1日 - 町村制の施行により、 西院村、山之内村の区域をもって発足。
- 1910年（明治43年） - 嵐山電車軌道（現・京福電気鉄道嵐山線）が開通、西院駅・三条口駅・山ノ内駅が新設される。
- 1918年（大正7年）4月1日 - 朱雀野村・大内村・七条村とともに、当村の一部が京都市に編入され、下京区の一部となる[3]。
- 1928年（昭和3年）
  - 京都市電西大路線の円町・西大路四条間が開通し、西大路三条停留場・西大路蛸薬師停留場・西大路四条停留場が新設される。
  - 新京阪鉄道が開通し、京都西院駅（現・西院駅）が新設される。
- 1931年（昭和6年）4月1日 - 川岡村・京極村・梅津村・桂村・松尾村・嵯峨町・太秦村・花園村・梅ケ畑村とともに京都市に編入。旧葛野郡の区域をもって右京区を新設。同日西院村廃止。

## 交通

### 鉄道路線
※事業者名は西院村の消滅時点での名称。
- 京都電燈
  - 嵐山線
    - 西院駅・三条口駅・山ノ内駅
- 京阪電気鉄道[4]
  - 新京阪線
    - 西院駅[5]
- 京都市電
  - 西大路線
    - 西大路三条停留場・西大路蛸薬師停留場・西大路四条停留場

### 道路
- 三条通

ほか